# Fabiola (nome)
Fabiola (pronuncia: Fabìola) è un nome proprio di persona italiano femminile.

## Varianti
- Femminili: Fabilla[3]

### Varianti in altre lingue
- Catalano: Fabiola[4]
- Francese: Fabiola[2]
- Latino: Fabiola[1][2][5], Fabiula[3]
  - Maschili: Fabiolus[4]
- Polacco: Fabiola
- Portoghese: Fabíula[3]
- Spagnolo: Fabiola[2][4]
- Tedesco: Fabiola[2]

## Origine e diffusione

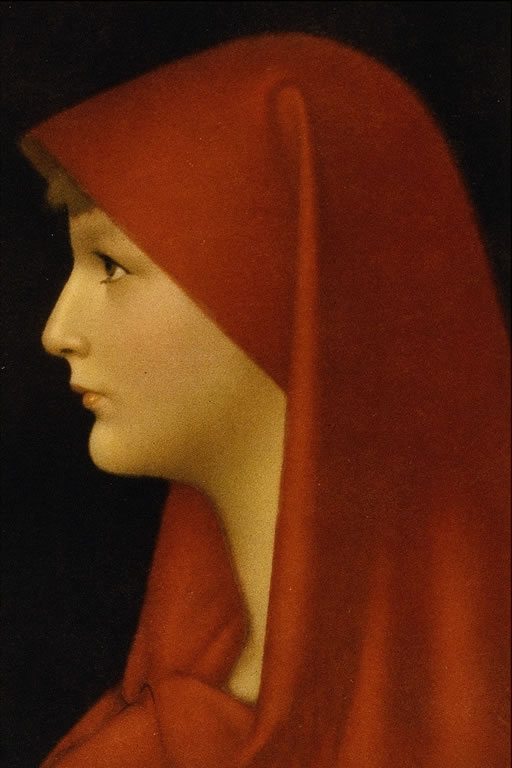
Santa Fabiola dipinta da Jean-Jacques Henner

Continua il latino Fabiola, che era un diminutivo di Fabia, forma femminile del nome Fabio (che deriva probabilmente dal latino faba, "fava").
La sua diffusione, recente, è dovuta perlopiù al romanzo di matrice cattolica, Fabiola o la Chiesa delle catacombe, scritto dal cardinale Nicholas Wiseman nel 1854, e ai due successivi film ad esso ispirati (uno del 1918, e l'altro del 1949); al XX secolo, comunque, il nome era sostanzialmente confinato all'Italia e alla Spagna. 

## Onomastico
L'onomastico si festeggia il 27 dicembre in memoria di santa Fabiola, donna romana ricordata per la sua carità.

## Persone
- Fabiola de Mora y Aragón, regina dei Belgi
- Fabiola di Roma, nobile e santa romana
- Fabiola Anitori, politica italiana
- Fabiola De Clercq, scrittrice italiana
- Fabiola Gianotti, fisica italiana
- Fabiola Zuluaga, tennista colombiana

## Il nome nelle arti
- Fabiola è la protagonista del romanzo Fabiola o la Chiesa delle catacombe, scritto da Nicholas Wiseman.
- Fabiola è un film del 1949 diretto da Alessandro Blasetti.
- Fabiola è un personaggio del film Nemiche per la pelle, interpretata da Claudia Gerini.
- Fabiola Normale è un personaggio del film del 2017 Omicidio all'italiana, diretto e interpretato da Maccio Capatonda.